# Voyage (glazbenik)
Mihajlo Veruović (Beograd, 15. rujna 2001.), poznatiji pod umjetničkim imenom Voyage, srpski je pjevač, reper, tekstopisac i glumac.  
Glazbom se počinje baviti 2015. godine, a svoj prvi studijski album Porok i greh u suradnji s Andreom objavljuje 2019. godine. Popularnost je stekao singlom "Budi tu" (2019.) s tadašnjom djevojkom Breskvicom. Kasnije si je povećao popularnost mnogim popularnim hitovima poput "Pleši" u suradnji s britanskim reperom J Fadom, "Aman" s Rastom, "Balkan" i "Bella Hadid" s Nuccijem, solo singlovima "Euforija", "Tango" i "La La La" te "Garava" s albuma Plava Krv repera Devita. U lipnju 2024. godine objavio je svoj drugi studijski album Guns N Roses koji se najviše istaknuo suradnjom s Cecom na pjesmi "Muskarcina". Pjesma je debitirala na 6. mjestu hrvatske Billboard ljestvice.
Od 2022. glumi u srpskoj televizijskoj seriji U klinču.

## Diskografija

#### Albumi
- Porok i greh (2019.); s Andreom
- Guns N Roses (2024.)